# Rock Bottom
Rock Bottom – drugi studyjny album Roberta Wyatta nagrany i wydany w 1974 r.

## Historia i charakter albumu
Pierwsze pomysły muzyczne do planowanego albumu zaczęły powstawać pod koniec 1972 r. w Wenecji we Włoszech. Reżyser Nicolas Roeg kręcił tam film Nie oglądaj się teraz z Donaldem Sutherlandem i Julie Christie. Alfreda Benge, dziewczyna Roberta, była najlepszą przyjaciółką Christie oraz pracowała jako asystentka przy montażu filmu.
Po powrocie do Londynu wiosną 1973 r. Wyatt zorganizował grupę muzyczną do wykonywania skomponowanej muzyki.
Jednak 1 czerwca, dzień przed pierwszą próbą nowego zespołu, w czasie urodzinowego przyjęcia dla Gilli Smyth, pijany Wyatt wypadł z trzeciego (według polskiej rachuby) piętra i złamał kręgosłup. W szpitalu Stoke Mandeville, w którym spędził osiem miesięcy, uratowano mu życie i nauczono poruszać się za pomocą  wózka inwalidzkiego.
Ten wypadek całkowicie zmienił życie Wyatta; nie mógł już być perkusistą, nie mógł jeździć na trasy koncertowe i nie potrzebował już stałego zespołu. "Utrata moich nóg dała mi może nowy rodzaj wolności". Skoncentrował się na nagrywaniu i na śpiewie. Do każdego nagrywanego utworu mógł dobierać innych muzyków. Każda kompozycja mogła być nagrywana na innych instrumentach.
Po trzech miesiącach w szpitalu otrzymał wózek inwalidzki i odkrył w pokoju wizytowym stare pianino. I na nim zaczął pracować nad pomysłami muzycznymi jeszcze z Wenecji. W momencie opuszczenia szpitala Wyatt był już całkowicie gotowy do nagrania albumu. Ich przyjaciółka Delphina wynajęła im dom w Wiltshire, gdzie rozpoczął pierwsze sesje nagraniowe. W marcu przenieśli się do nowego domu w Londynie, który kupiła im Julie Christie, gdzie do sesji dołączyli inni muzycy. Ostateczne nagrania i miksowania nastąpiły w CBS Studios.
Właściwie cały album Rock Bottom został poświęcony Alfredzie Benge, którą Wyatt poślubił 26 lipca, w dniu wydania albumu. Równocześnie jest to najbardziej melancholijna płyta Wyatta, chociaż zawiera także kilka żartobliwych momentów.

## Muzycy
- Robert Wyatt – śpiew (1–6), instrumenty klawiszowe (1–6), bęben (1, 3, 4, 5), gitara slide (2), kieliszek do wina (2), taca (3)
- Richard Sinclair – gitara basowa (1, 3, 6)
- Hugh Hopper – gitara basowa (2, 4, 5)
- Laurie Allan – perkusja (2, 6)
- Ivor Cutler – śpiew (3, 6), koncertyna barytonowa (6)
- Mongezi Feza – trąbka (3)
- Alfreda Benge – głos (5)
- Gary Windo – klarnet basowy (5), saksofon tenorowy (5)
- Fred Frith – altówka (6)
- Mike Oldfield – gitara (6)

## Spis utworów
Wszystkie kompozycje - Robert Wyatt
Strona pierwsza1, 2, 3
Strona druga4, 5, 6
| 1. | Sea Song                            | 6:31  |
|    |                                     |       |
| 2. | A Last Straw                        | 5:46  |
|    |                                     |       |
| 3. | Little Red Riding Hood Hit the Road | 7:40  |
|    |                                     |       |
| 4. | Alifib                              | 6:55  |
|    |                                     |       |
| 5. | Alife                               | 6:31  |
|    |                                     |       |
| 6. | Little Red Robin Hood Hit the Road  | 6:08  |
|    |                                     |       |
|    |                                     | 39:31 |
|    |                                     |       |

## Opis płyty
- Producent – Nick Mason
- Data nagrania – luty i marzec 1974
- Miejsce nagrania – w Manor Studio i na farmie Delfiny na Manor Mobile
- Inżynier – Steve Cox
- Miejsce nagrania – CBS Studios, Londyn
- Inżynier – Dick Palmer
- Asystent – Toby Bird
- Długość – 39:31
- Tekst we wkładce – Robert Wyatt
- Okładka – Alfreda Benge
- Fotografia – Pennie Smith
- Typografia – Phil Smee
- Firma nagraniowa – WB LP Virgin (1972)
- Numer katalogowy – V2017
- Data wydania – 26 lipca 1974
- Inne wydania:

LP Virgin 840 043; USA LP Warner Bros. lub Virgin VR 13-112; LP Virgin ORL 8307; CD Virgin CDV 2017; CD Hannibal/Rykodisc HNCD 1426; Thirstyear Thi 57045.2 (1998 z nową okładką)